# ديبي بارهام
ديبي بارهام (بالإنجليزية: Debbie Barham)‏ هي كاتِبة بريطانية، ولدت في 20 نوفمبر 1976، وتوفيت في 20 أبريل 2003 بسبب فقدان الشهية العصابي.